# Audubon (Iowa)
Audubon is een plaats (city) in de Amerikaanse staat Iowa, en valt bestuurlijk gezien onder Audubon County.

## Demografie
Bij de volkstelling in 2000 werd het aantal inwoners vastgesteld op 2382. In 2006 is het aantal inwoners door het United States Census Bureau geschat op 2192, een daling van 190 (-8,0%).

## Geografie
Volgens het United States Census Bureau beslaat de plaats een oppervlakte van 4,6 km², geheel bestaande uit land. Audubon ligt op ongeveer 384 m boven zeeniveau.

## Plaatsen in de nabije omgeving
De onderstaande figuur toont nabijgelegen plaatsen in een straal van 20 km rond Audubon.

## Geboren
- C.W. McCall (1928-2022), countryzanger